# Equus hemionus
L'asino selvatico asiatico (Equus hemionus Pallas, 1775), noto anche come onagro, è un membro della famiglia degli Equidi. Pur somigliando esternamente all'asino selvatico africano (Equus africanus) – il progenitore degli asini domestici – presenta anche numerose caratteristiche in comune con il cavallo. Per questo motivo, in tedesco è talvolta chiamato Halbesel («semi-asino») o Pferdeesel («asino-cavallo»). È conosciuto anche con numerose denominazioni regionali, tra cui khur e kulan (si veda la sezione sulla tassonomia).
L'asino selvatico asiatico abita regioni aride, semidesertiche e steppose dell'Asia occidentale, centrale e settentrionale, nutrendosi principalmente di erbe coriacee. La sua struttura sociale è ritenuta molto complessa, sebbene la specie non sia stata ancora oggetto di studi approfonditi. Nel complesso, è considerata una specie a rischio di estinzione.

## Descrizione

### Aspetto

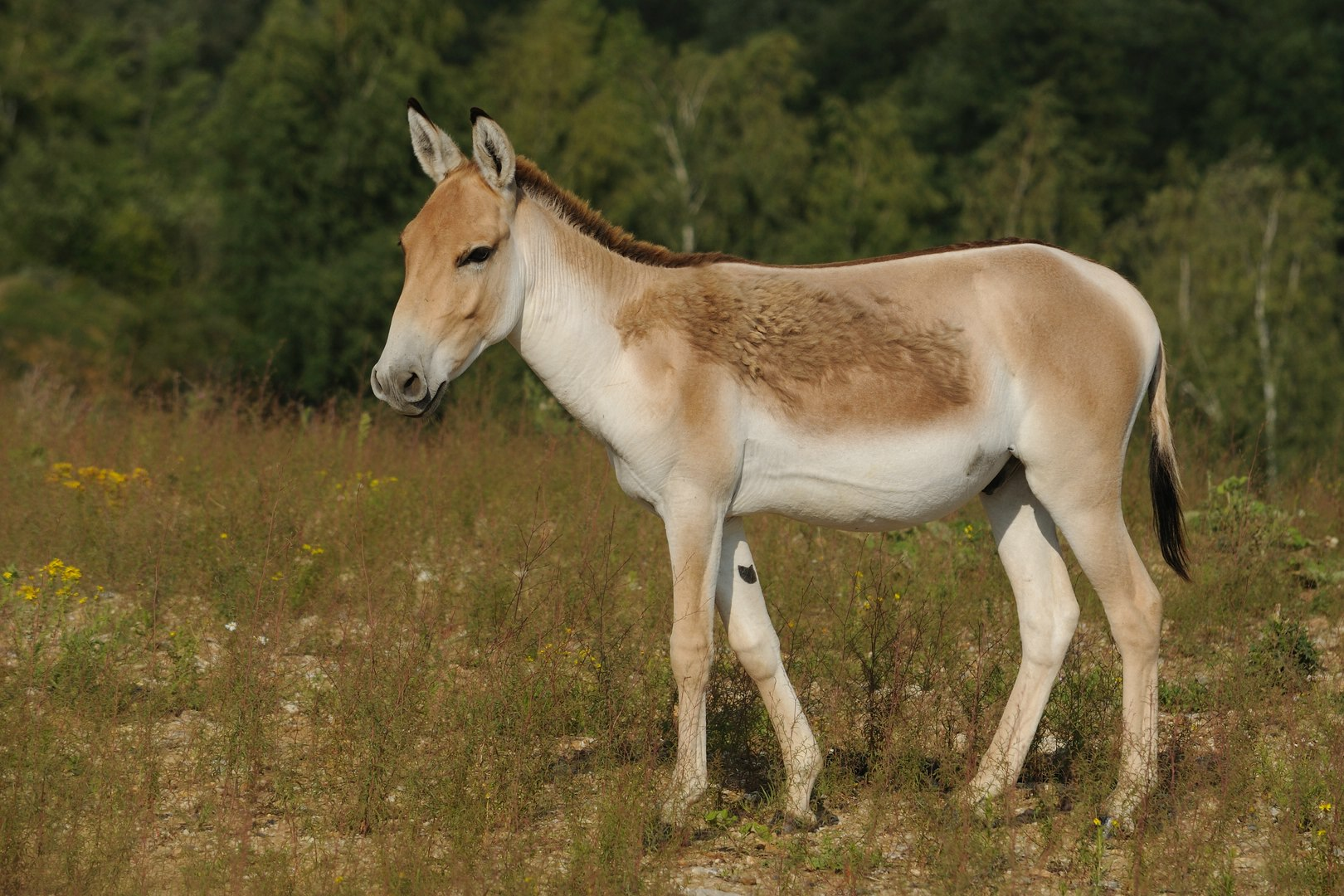
Un kulan.

Con una lunghezza testa-tronco che supera i 200 cm, cui si aggiunge una coda di circa 40 cm, un'altezza al garrese compresa tra 97 e 138 cm e un peso tra i 200 e i 260 kg, l'asino selvatico asiatico risulta leggermente più grande di un asino domestico medio. Il dimorfismo sessuale è solo debolmente pronunciato. In generale, si tratta di un animale slanciato, dalle lunghe zampe, ciascuna terminante in un ampio zoccolo, più grande di quello dell'asino selvatico africano (Equus africanus).
Come in tutte le zebre e negli altri asini, le caratteristiche «castagne» – piccole placche cornee marroni simili a callosità – sono presenti solo sulle zampe anteriori, a differenza dei cavalli selvatici, nei quali compaiono anche su quelle posteriori. Le orecchie sono più lunghe rispetto a quelle degli asini domestici, mentre la criniera e il ciuffo terminale della coda sono meno sviluppati. Tipica degli asini è invece la zona bianca all'estremità del muso, presente anche in questa specie.
La colorazione e la lunghezza del mantello variano in base alle stagioni. Nel periodo estivo, il manto è corto e presenta tonalità che, sulle parti superiori del corpo, possono variare dal grigio al giallo pallido, fino all'ocra o al rosso-brunastro; le parti inferiori, la gola e le zampe sono invece bianche o color crema. Le diverse sottospecie si distinguono per l'intensità dei colori del mantello. La transizione cromatica sui fianchi, in tutte le forme, segue un andamento arcuato, simile a una falce di luna, che si solleva in parte sui lati, differenziandosi nettamente dalla tipica linea a forma di «M» dei cavalli selvatici, i quali presentano anche zampe generalmente più scure.
Il mantello invernale, più lungo, è solitamente anche più scuro. La linea dorsale di colore marrone scuro che corre lungo la spina dorsale misura 60-80 mm in larghezza durante l'estate e 70-90 mm in inverno; spesso è bordata da aree di tonalità più chiara. Il motivo a strisce orizzontali sulle zampe, tipico dell'asino selvatico africano, è invece raramente presente nella specie asiatica.

### Cranio e dentatura

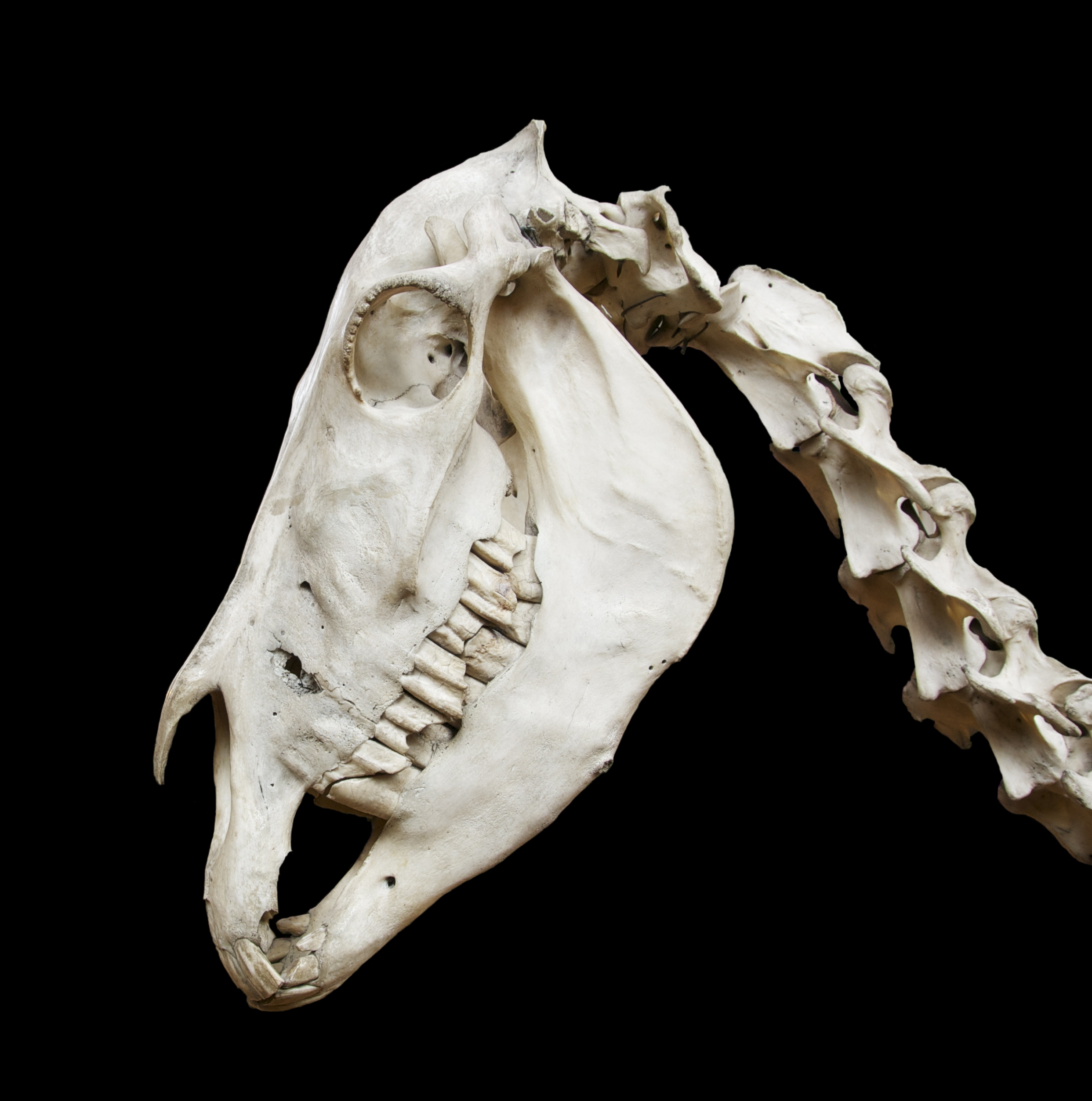
Cranio di asino selvatico asiatico.

Il cranio dell'asino selvatico asiatico misura tra i 42 e i 52 cm ed è molto simile a quello del kiang (Equus kiang), con il caratteristico muso corto. La linea frontale è relativamente diritta, l'osso occipitale è stretto, verticale e si estende appena oltre le superfici articolari (condili) dove si inserisce la prima vertebra cervicale. L'osso nasale può raggiungere una lunghezza di 22 cm e presenta una leggera curvatura nella sua parte anteriore. La cavità nasale, compresa tra le ossa nasale, premascellare e la mascella superiore, risulta relativamente ampia. L'orbita oculare può essere molto infossata nel cranio, ma si trova sempre dietro l'ultimo molare.
La mandibola, robusta, può raggiungere i 42 cm di lunghezza; di conseguenza, l'osso mascellare può arrivare a una larghezza di 5 cm. Le articolazioni mandibolari risultano particolarmente forti. La formula dentaria degli esemplari adulti è: {\displaystyle {\frac {3.1.3.3}{3.1.3.3}}}.
Gli incisivi sono molto larghi e, nella mascella superiore, risultano marcatamente più inclinati in avanti rispetto a quelli del kiang. Il canino è solitamente piccolo. Il diastema, ossia la spazio tra la dentatura anteriore e quella posteriore, può raggiungere gli 8,6 cm di larghezza. I premolari presentano una struttura simile a quella dei molari, risultando quindi chiaramente molarizzati; talvolta, il primo premolare è rudimentale (cosiddetto dente di lupo). In generale, le corone dei molari contengono una notevole quantità di cemento e mostrano strisce di smalto marcatamente ritorte.
Sulla superficie masticatoria dei molari inferiori, lo smalto si estende tra le due prominenze chiamate metaconide e metastilide, situate sul lato linguale della zona posteriore del dente, formando un disegno che appare in parte a forma di «V», ma soprattutto, e più chiaramente, a forma di «U».

### Sensi e vocalizzazioni
Come negli altri equidi, la comunicazione tra gli asini selvatici asiatici avviene principalmente per via olfattiva, attraverso le secrezioni prodotte da specifiche ghiandole. Tuttavia, questi animali possiedono anche un'acuta vista e un udito ben sviluppato. In presenza di potenziali predatori, tendono a fuggire rapidamente, allontanandosi anche per distanze di circa 2 chilometri. Al momento, non sono stati condotti studi approfonditi sulle vocalizzazioni di questa specie.

## Distribuzione e habitat

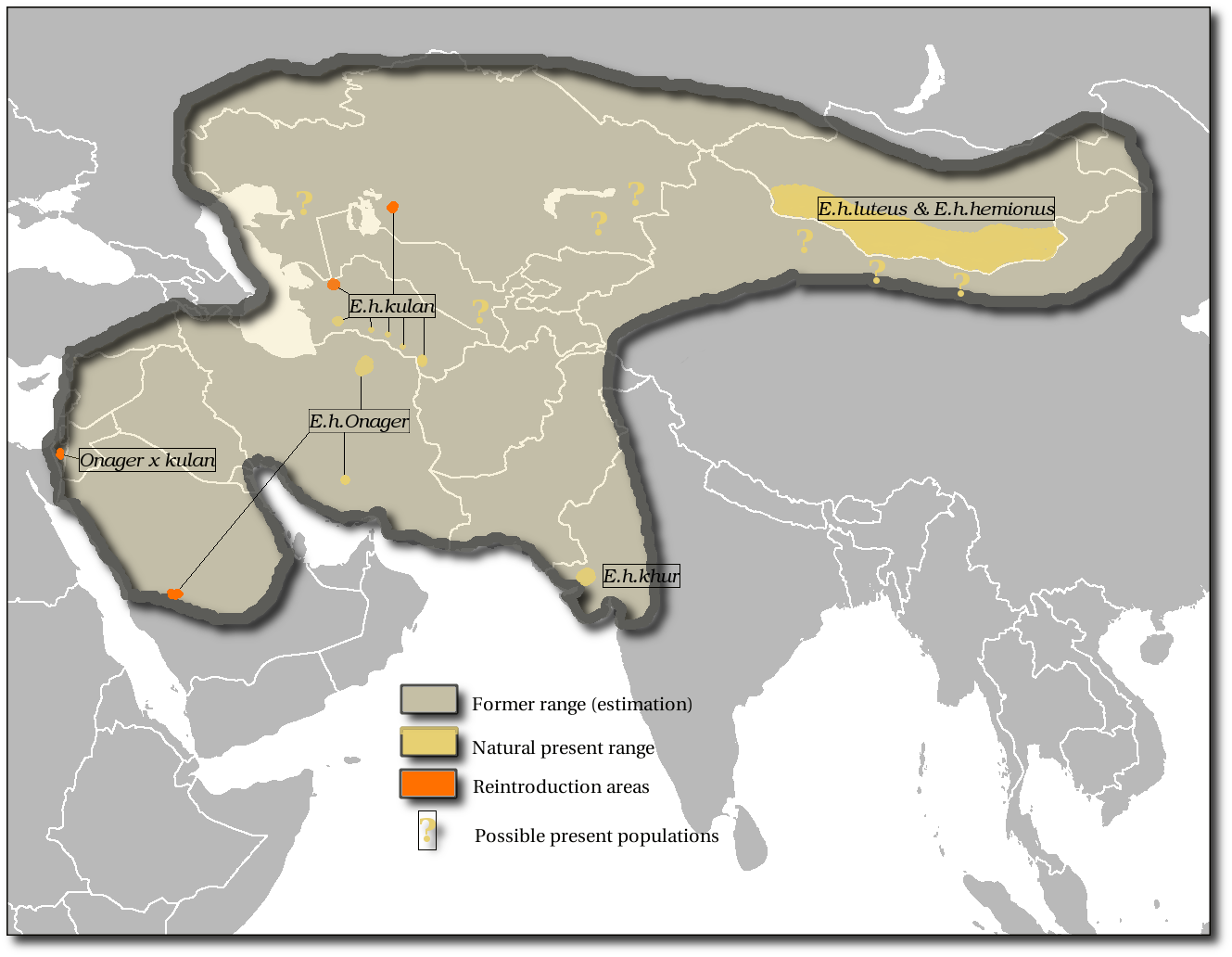
Areale dell'asino selvatico asiatico: storico (in verde oliva) e attuale (giallo e arancio).

L'areale originario dell'asino selvatico asiatico si estendeva dalla regione mediterranea dell'Asia occidentale, attraverso la Transcaucasia e l'Asia centrale, fino alle zone occidentali dell'Asia meridionale e a quelle meridionali dell'Asia settentrionale. Oggi questo areale risulta fortemente frammentato, tanto che la specie è ormai confinata a singole aree della Mongolia, del Turkmenistan, del Kazakistan, dell'India, dell'Iran, dell'Ucraina e dell'Arabia Saudita. L'emione popola principalmente il deserto del Gobi, mentre il khur è tipico del Rann di Kutch. Le popolazioni più numerose di kulan si trovano nella riserva naturale di Badkhyz e nella riserva di Andassay, mentre l'onagro è ancora ben rappresentato nel parco nazionale di Touran e nell'area di Bahram-e-Goor.
L'asino selvatico asiatico abita ambienti aridi, come semideserti, steppe, steppe montane e, in alcuni casi, veri e propri deserti. Questi habitat estremi, che possono raggiungere i 2000 metri di altitudine, sono caratterizzati da temperature estive elevate (fino a 40 °C), inverni molto rigidi (fino a -35 °C) e precipitazioni annue estremamente scarse, talvolta inferiori ai 100 mm. Inoltre, la vegetazione risulta ovunque molto rada. Nella parte occidentale del suo areale storico, l'asino selvatico asiatico condivideva un tempo l'habitat con l'asino selvatico africano, pur preferendo le aree a quote inferiori. Oggi, tuttavia, entrambe le specie sono estinte in natura in quella regione. A est, invece, l'areale dell'asino selvatico asiatico si sovrappone parzialmente a quello del cavallo di Przewalski (Equus ferus przewalskii).

## Biologia

### Comportamento territoriale

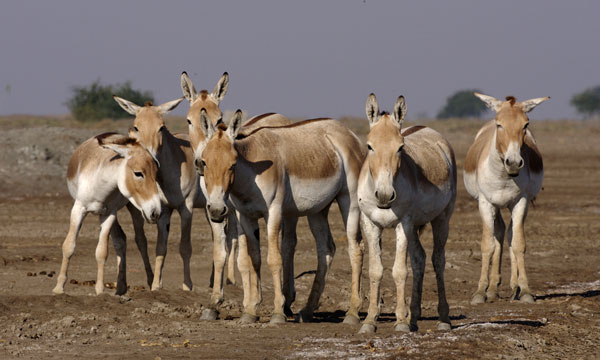
Una mandria di khur.

La struttura sociale degli asini selvatici asiatici è estremamente varia. Le sottospecie settentrionali, come l'emione del deserto del Gobi e il kulan dell'Asia centrale, tendono a formare branchi composti da uno stallone dominante e da diverse femmine con i rispettivi puledri, occupando ampi territori vitali (home range). L'estensione di questi territori può variare considerevolmente in base alle stagioni, oscillando tra i 4500 e i 40000 km², risultando più ridotta in estate e più ampia in inverno. In alcune circostanze, soprattutto in presenza di fonti d'acqua o di abbondanti risorse alimentari, si possono formare grandi aggregazioni temporanee che arrivano a comprendere fino a 450 esemplari. Tuttavia, trattandosi di raggruppamenti effimeri che si dissolvono nel giro di un solo giorno, non sembrano esistere strutture gerarchiche al loro interno. In inverno si osservano anche la formazione di «gruppi di scapoli», costituiti da giovani maschi, fenomeno noto anche tra i cavalli selvatici e le zebre delle steppe (Equus quagga) e di montagna (Equus zebra). Occasionalmente, si possono formare territori temporanei che vengono difesi in modo aggressivo dagli individui che li occupano.
Le sottospecie meridionali, come il khur e l'onagro, adottano invece uno stile di vita marcatamente territoriale, con territori che si sovrappongono parzialmente. Gli stalloni dominanti occupano aree che possono raggiungere i 9 km², ma in alcuni casi anche superfici sensibilmente maggiori. Tali territori comprendono aree di pascolo, zone di riposo e fonti d'acqua, sia permanenti che stagionali. Gli abbeveratoi si trovano di norma lungo i margini del territorio e non al suo centro. I percorsi utilizzati frequentemente sono marcati con feci e urina, spesso sempre negli stessi punti. Le femmine con i loro puledri talvolta si riuniscono in piccoli gruppi, che pascolano in aree di circa 20 km², spesso sovrapposte a quelle occupate da altri gruppi e da stalloni residenti. Un comportamento analogo è stato riscontrato nella zebra di Grévy (Equus grevyi) e nell'asino selvatico africano.
Questa eterogeneità nei modelli comportamentali delle diverse popolazioni di asino selvatico asiatico non è ancora pienamente compresa. È possibile che fattori ambientali, climatici o la pressione predatoria abbiano un ruolo determinante. Nell'areale di khur e onagro, ad esempio, i grandi predatori sono pressoché assenti, e ciò potrebbe aver permesso il mantenimento di uno stile di vita territoriale, probabilmente più vicino alla condizione originaria. Al contrario, kulan ed emioni sono soggetti a frequenti predazioni da parte dei lupi, circostanza che potrebbe aver favorito l'evoluzione di una struttura sociale di tipo gregario, nella quale i gruppi stabili aumentano le probabilità di sopravvivenza. In questi contesti, lo stallone svolge anche una funzione attiva nella difesa della mandria.

### Alimentazione
Esistono pochi studi dettagliati sulla dieta dell'asino selvatico asiatico; in generale, tuttavia, si può affermare che i suoi molari, a corona alta e caratterizzati da una notevole quantità di cemento, sono adattati alla masticazione di sostanze vegetali dure e ricche di silice, tipiche del pascolo (grazing). Le popolazioni del Gobi prediligono le specie del genere Stipa, abbondanti nelle steppe in cui vivono (le cosiddette steppe a Stipa), ma consumano anche gramigna, erbe del genere Achnatherum, cannucce di palude e giunchi. Nella dieta sono inoltre documentate altre piante come Artemisia, Anabasis, Salsola, Saxaul e Caragana.
In alcune regioni, anche Allium (porro selvatico), Zygophyllum e tamerici rappresentano una parte significativa della dieta. Le popolazioni più meridionali si nutrono inoltre di Pennisetum glaucum (miglio indiano), Sporobolus, Eragrostis ed erbe del genere Dicanthium. Tuttavia, durante la stagione secca, quando le erbe appassiscono, l'asino selvatico si rivolge anche a piante legnose, utilizzando gli zoccoli per rompere la corteccia e raggiungere i tessuti interni più ricchi d'acqua. In alcuni casi, è stato osservato nutrirsi di baccelli contenenti semi.
Data l'estrema aridità degli ambienti che popola, l'asino selvatico asiatico necessita di fonti d'acqua costantemente accessibili, preferibilmente situate a non più di 10-15 km di distanza. Tuttavia, in condizioni critiche, può percorrere anche 30 km per raggiungere punti d'acqua. In assenza di sorgenti superficiali, è in grado di scavare nel terreno buche profonde fino a 60 cm per accedere all'umidità del sottosuolo. Durante l'inverno, ricorre anche all'ingestione di neve per soddisfare il proprio fabbisogno idrico.

### Riproduzione

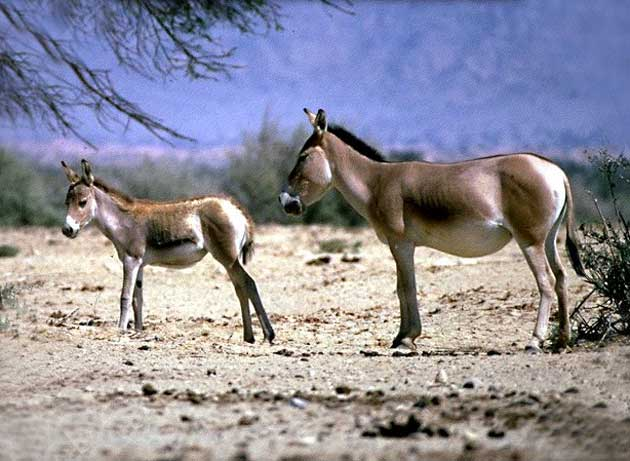
Una femmina di emione con il piccolo.

Anche il comportamento riproduttivo dell'asino selvatico asiatico è stato oggetto di studio solo in rari casi ed è stato osservato direttamente in natura solo occasionalmente. In media, la maturità sessuale viene raggiunta intorno ai due anni, sebbene il primo accoppiamento avvenga generalmente tra i tre e i quattro anni di età. Gli accoppiamenti si verificano tra aprile e settembre, con un picco di attività riproduttiva nei mesi di giugno e luglio. La gestazione dura circa undici mesi, al termine dei quali nasce un unico piccolo, in seguito a un parto rapido che dura poco più di dieci minuti.
Il neonato è in grado di camminare dopo 15-20 minuti e comincia a succhiare il latte materno entro circa un'ora e mezza dalla nascita. Durante l'allattamento, il piccolo resta strettamente vicino alla madre, che tende ad allontanare gli altri individui, compresi eventuali figli nati in precedenza. Talvolta, gli stalloni delle popolazioni territoriali tentano di scacciare i giovani per poter accoppiarsi con la femmina.
L'asino selvatico asiatico può vivere fino a 14 anni in natura e fino a 26 anni in cattività.

### Interazioni con altre specie
Il principale predatore dell'asino selvatico asiatico è il lupo. Secondo alcune ricerche, gli asini costituiscono circa il 23% del totale delle prede di questo carnivoro. Nonostante ciò, l'asino selvatico è in grado di difendersi con vigore dagli attacchi, sebbene preferisca generalmente sfuggire al pericolo con la fuga. Si tratta infatti di un animale molto veloce, capace di raggiungere i 70 km/h in galoppo, e di mantenere velocità intorno ai 50 km/h su distanze più lunghe.
Talvolta, in prossimità delle mandrie di asini selvatici, si possono osservare anche esemplari di gazzella gozzuta (Gazella subgutturosa).

### Parassiti
Tra i parassiti interni più comuni dell'asino selvatico asiatico figurano numerosi nematodi, come Trichostrongylus, Parascaris, Strongylus vulgaris, Dictyocaulus viviparus e Strongyloides stercoralis. Sono inoltre presenti infestazioni da tenie e coccidi, compresi protozoi del genere Eimeria. È importante sottolineare che possono verificarsi infezioni crociate con il cavallo di Przewalski e con il cavallo domestico.

## Tassonomia
|  | Equus africanus                                                |
|  |                                                                |
|  | \| \| Equus hemionus \| \| \| \| \| \| Equus kiang \| \| \| \| |
|  |                                                                |
|  | Equus hemionus                                                 |
|  |                                                                |
|  | Equus kiang                                                    |
|  |                                                                |

|  | Equus hemionus |
|  |                |
|  | Equus kiang    |
|  |                |

|  | Equus zebra                                                   |
|  |                                                               |
|  | \| \| Equus quagga \| \| \| \| \| \| Equus grevyi \| \| \| \| |
|  |                                                               |
|  | Equus quagga                                                  |
|  |                                                               |
|  | Equus grevyi                                                  |
|  |                                                               |

|  | Equus quagga |
|  |              |
|  | Equus grevyi |
|  |              |

|  | Equus africanus                                                |
|  |                                                                |
|  | \| \| Equus hemionus \| \| \| \| \| \| Equus kiang \| \| \| \| |
|  |                                                                |
|  | Equus hemionus                                                 |
|  |                                                                |
|  | Equus kiang                                                    |
|  |                                                                |

|  | Equus hemionus |
|  |                |
|  | Equus kiang    |
|  |                |

|  | Equus zebra                                                   |
|  |                                                               |
|  | \| \| Equus quagga \| \| \| \| \| \| Equus grevyi \| \| \| \| |
|  |                                                               |
|  | Equus quagga                                                  |
|  |                                                               |
|  | Equus grevyi                                                  |
|  |                                                               |

|  | Equus quagga |
|  |              |
|  | Equus grevyi |
|  |              |

|  | Equus caballus |
|  |                |
|  | Equus ferus    |
|  |                |

|  | Equus africanus                                                |
|  |                                                                |
|  | \| \| Equus hemionus \| \| \| \| \| \| Equus kiang \| \| \| \| |
|  |                                                                |
|  | Equus hemionus                                                 |
|  |                                                                |
|  | Equus kiang                                                    |
|  |                                                                |

|  | Equus hemionus |
|  |                |
|  | Equus kiang    |
|  |                |

|  | Equus zebra                                                   |
|  |                                                               |
|  | \| \| Equus quagga \| \| \| \| \| \| Equus grevyi \| \| \| \| |
|  |                                                               |
|  | Equus quagga                                                  |
|  |                                                               |
|  | Equus grevyi                                                  |
|  |                                                               |

|  | Equus quagga |
|  |              |
|  | Equus grevyi |
|  |              |

|  | Equus africanus                                                |
|  |                                                                |
|  | \| \| Equus hemionus \| \| \| \| \| \| Equus kiang \| \| \| \| |
|  |                                                                |
|  | Equus hemionus                                                 |
|  |                                                                |
|  | Equus kiang                                                    |
|  |                                                                |

|  | Equus hemionus |
|  |                |
|  | Equus kiang    |
|  |                |

|  | Equus zebra                                                   |
|  |                                                               |
|  | \| \| Equus quagga \| \| \| \| \| \| Equus grevyi \| \| \| \| |
|  |                                                               |
|  | Equus quagga                                                  |
|  |                                                               |
|  | Equus grevyi                                                  |
|  |                                                               |

|  | Equus quagga |
|  |              |
|  | Equus grevyi |
|  |              |

|  | Equus caballus |
|  |                |
|  | Equus ferus    |
|  |                |

Come tutti gli equidi moderni, l'asino selvatico asiatico appartiene al genere Equus. Sebbene la morfologia dei suoi molari inferiori presenti una certa variabilità, la specie è assegnata al gruppo degli equidi stenonini o non-cavallini. Le analisi genetiche effettuate nel 2009 suggeriscono che il suo parente più stretto sia il kiang (Equus kiang). Una specie fossile strettamente imparentata con l'asino selvatico asiatico era l'asino selvatico europeo (Equus hydruntinus), diffuso in Europa e Asia durante il Pleistocene medio e superiore, e forse sopravvissuto fino all'Olocene. Questo equide era più slanciato e leggermente più grande della forma asiatica attuale, potendo raggiungere un'altezza al garrese di 160 cm. In un primo momento, alcuni studiosi avevano ipotizzato una maggiore affinità con l'asino selvatico africano, ma gli studi morfologici e anatomici – confermati da analisi genetiche –  hanno indicato una parentela più stretta con la specie asiatica.
Equus hemionus, il nome scientifico dell'asimo selvatico asiatico, fu introdotto da Peter Simon Pallas nel 1775 sulla base di un esemplare proveniente dalla Mongolia nord-orientale. La specie è inclusa, assieme al kiang e all'asino selvatico europeo, nel gruppo tribale degli Hemionini, così denominato a partire dal nome della specie (Equus hemionus) per indicarne la stretta parentela. I membri più prossimi agli Hemionini sono gli asini propriamente detti e le zebre, mentre il cavallo domestico e il cavallo di Przewalski (Equus ferus przewalskii) sono solo più distanti all'interno dello stesso genere Equus.
Attualmente si riconoscono sei sottospecie di asino selvatico asiatico, due delle quali estinte:
- E. h. anatoliensis Haltenorth e Trense, 1956 – asino selvatico dell'Anatolia; estinto;
- E. h. hemionus Pallas, 1775 – asino selvatico della Mongolia, o emione (chigetai);
- E. h. hemippus I. Geoffroy, 1855 – asino selvatico della Siria, o emippo (achdari); estinto dal 1927;
- E. h. khur Lesson, 1827 – asino selvatico dell'India, o khur (presente in Iran meridionale, Pakistan e India nord-occidentale);
- E. h. kulan (Groves e Mazák, 1967) – asino selvatico del Turkestan, o kulan (Kazakistan e Turkmenistan);
- E. h. onager Boddaert, 1785 – asino selvatico della Persia, o onagro (gur-khar), presente in Iran settentrionale.

In passato, la classificazione delle sottospecie è stata oggetto di ampio dibattito: alcune opere più datate riconoscevano sette o otto specie distinte, oggi per lo più considerate sottospecie. Il kiang rappresenta un'eccezione, essendo attualmente riconosciuto come specie a sé stante. In una revisione della tassonomia degli ungulati pubblicata nel 2011 da Colin Peter Groves e Peter Grubb, anche il khur (Equus khur) e l'emippo (Equus hemippus) vengono proposti come specie distinte.

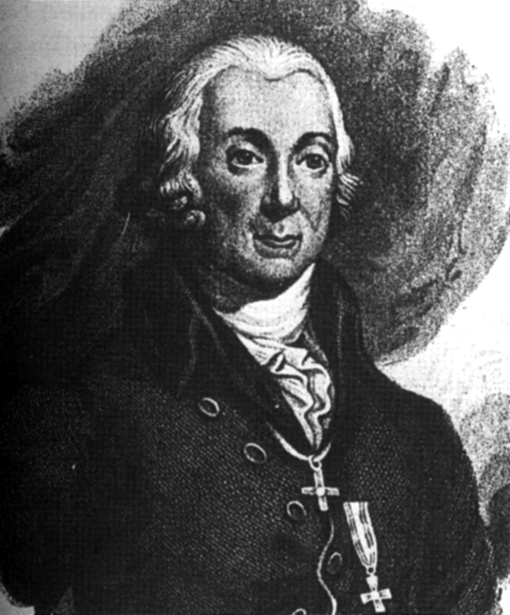
Peter Simon Pallas.

Le sottospecie esistenti mostrano un graduale aumento delle dimensioni lungo un asse sud-ovest/nord-est. L'emippo, presente nelle regioni sud-occidentali dell'areale, raggiungeva un'altezza al garrese di circa 100 cm; l'emione, distribuito nelle regioni nord-orientali, può invece raggiungere i 127-138 cm. Il kulan misura tra 108 e 116 cm, mentre onagro e khur si attestano su un'altezza compresa tra 112 e 120 cm. Sebbene in passato onagro e kulan siano stati considerati conspecifici, gli studi genetici attuali li distinguono chiaramente. Un'altra forma, l'asino selvatico del Gobi (Equus hemionus luteus), è talvolta considerata una sottospecie separata per via della colorazione del mantello, ma gli esperti sottolineano come tale caratteristica presenti una grande variabilità anche all'interno della stessa popolazione.
Le analisi genetiche del 2009 non hanno confermato la monofilia delle sottospecie attualmente riconosciute: ad esempio, l'onagro risulterebbe più strettamente imparentato con la zebra di montagna (Equus zebra) che con altri Equus hemionus. Tuttavia, un altro studio dello stesso anno ha suggerito che tutte le sottospecie attuali siano strettamente imparentate tra loro.
|  | Equus kiang               |
|  |                           |
|  | E. kiang + E. h. hemionus |
|  |                           |

|  | E. h. hemionus                                                                 |
|  |                                                                                |
|  | \| \| E. h. onager (Caucaso/Iran) \| \| \| \| \| \| E. h. hemippus \| \| \| \| |
|  |                                                                                |
|  | E. h. onager (Caucaso/Iran)                                                    |
|  |                                                                                |
|  | E. h. hemippus                                                                 |
|  |                                                                                |

|  | E. h. onager (Caucaso/Iran) |
|  |                             |
|  | E. h. hemippus              |
|  |                             |

|  | E. h. hemionus                                                                 |
|  |                                                                                |
|  | \| \| E. h. onager (Caucaso/Iran) \| \| \| \| \| \| E. h. hemippus \| \| \| \| |
|  |                                                                                |
|  | E. h. onager (Caucaso/Iran)                                                    |
|  |                                                                                |
|  | E. h. hemippus                                                                 |
|  |                                                                                |

|  | E. h. onager (Caucaso/Iran) |
|  |                             |
|  | E. h. hemippus              |
|  |                             |

|  | \| \| E. h. kulan \| \| \| \| \| \| E. h. hemionus \| \| \| \| |
|  |                                                                |
|  | E. h. khur                                                     |
|  |                                                                |
|  | E. h. kulan                                                    |
|  |                                                                |
|  | E. h. hemionus                                                 |
|  |                                                                |

|  | E. h. kulan    |
|  |                |
|  | E. h. hemionus |
|  |                |

|  | E. h. hemionus                                                                 |
|  |                                                                                |
|  | \| \| E. h. onager (Caucaso/Iran) \| \| \| \| \| \| E. h. hemippus \| \| \| \| |
|  |                                                                                |
|  | E. h. onager (Caucaso/Iran)                                                    |
|  |                                                                                |
|  | E. h. hemippus                                                                 |
|  |                                                                                |

|  | E. h. onager (Caucaso/Iran) |
|  |                             |
|  | E. h. hemippus              |
|  |                             |

|  | E. h. hemionus                                                                 |
|  |                                                                                |
|  | \| \| E. h. onager (Caucaso/Iran) \| \| \| \| \| \| E. h. hemippus \| \| \| \| |
|  |                                                                                |
|  | E. h. onager (Caucaso/Iran)                                                    |
|  |                                                                                |
|  | E. h. hemippus                                                                 |
|  |                                                                                |

|  | E. h. onager (Caucaso/Iran) |
|  |                             |
|  | E. h. hemippus              |
|  |                             |

|  | \| \| E. h. kulan \| \| \| \| \| \| E. h. hemionus \| \| \| \| |
|  |                                                                |
|  | E. h. khur                                                     |
|  |                                                                |
|  | E. h. kulan                                                    |
|  |                                                                |
|  | E. h. hemionus                                                 |
|  |                                                                |

|  | E. h. kulan    |
|  |                |
|  | E. h. hemionus |
|  |                |

|  | Equus kiang               |
|  |                           |
|  | E. kiang + E. h. hemionus |
|  |                           |

|  | E. h. hemionus                                                                 |
|  |                                                                                |
|  | \| \| E. h. onager (Caucaso/Iran) \| \| \| \| \| \| E. h. hemippus \| \| \| \| |
|  |                                                                                |
|  | E. h. onager (Caucaso/Iran)                                                    |
|  |                                                                                |
|  | E. h. hemippus                                                                 |
|  |                                                                                |

|  | E. h. onager (Caucaso/Iran) |
|  |                             |
|  | E. h. hemippus              |
|  |                             |

|  | E. h. hemionus                                                                 |
|  |                                                                                |
|  | \| \| E. h. onager (Caucaso/Iran) \| \| \| \| \| \| E. h. hemippus \| \| \| \| |
|  |                                                                                |
|  | E. h. onager (Caucaso/Iran)                                                    |
|  |                                                                                |
|  | E. h. hemippus                                                                 |
|  |                                                                                |

|  | E. h. onager (Caucaso/Iran) |
|  |                             |
|  | E. h. hemippus              |
|  |                             |

|  | \| \| E. h. kulan \| \| \| \| \| \| E. h. hemionus \| \| \| \| |
|  |                                                                |
|  | E. h. khur                                                     |
|  |                                                                |
|  | E. h. kulan                                                    |
|  |                                                                |
|  | E. h. hemionus                                                 |
|  |                                                                |

|  | E. h. kulan    |
|  |                |
|  | E. h. hemionus |
|  |                |

|  | E. h. hemionus                                                                 |
|  |                                                                                |
|  | \| \| E. h. onager (Caucaso/Iran) \| \| \| \| \| \| E. h. hemippus \| \| \| \| |
|  |                                                                                |
|  | E. h. onager (Caucaso/Iran)                                                    |
|  |                                                                                |
|  | E. h. hemippus                                                                 |
|  |                                                                                |

|  | E. h. onager (Caucaso/Iran) |
|  |                             |
|  | E. h. hemippus              |
|  |                             |

|  | E. h. hemionus                                                                 |
|  |                                                                                |
|  | \| \| E. h. onager (Caucaso/Iran) \| \| \| \| \| \| E. h. hemippus \| \| \| \| |
|  |                                                                                |
|  | E. h. onager (Caucaso/Iran)                                                    |
|  |                                                                                |
|  | E. h. hemippus                                                                 |
|  |                                                                                |

|  | E. h. onager (Caucaso/Iran) |
|  |                             |
|  | E. h. hemippus              |
|  |                             |

|  | \| \| E. h. kulan \| \| \| \| \| \| E. h. hemionus \| \| \| \| |
|  |                                                                |
|  | E. h. khur                                                     |
|  |                                                                |
|  | E. h. kulan                                                    |
|  |                                                                |
|  | E. h. hemionus                                                 |
|  |                                                                |

|  | E. h. kulan    |
|  |                |
|  | E. h. hemionus |
|  |                |

Un'ulteriore analisi genetica, condotta nel 2017 su campioni subfossili e recenti, ha evidenziato una filogenesi molto più complessa per la specie. L'emione della Mongolia si suddivide in almeno tre distinti cladi, mentre l'onagro ne mostra due. Tra questi, la linea occidentale (Caucaso/Iran) è in gran parte estinta; solo pochi individui nella parte orientale dell'areale sembrerebbero ancora rappresentarla. Secondo gli autori dello studio, questi cladi rifletterebbero diverse ondate migratorie. Inoltre, la commistione genetica tra una linea dell'emione e quella del kiang suggerisce che quest'ultimo possa rappresentare una forma specializzata, adattatasi all'ambiente montano d'alta quota.
Gli equidi stenonini compaiono in Asia tra 2,5 e 3 milioni di anni fa, probabilmente derivati da Equus cumminsi, una specie del Nordamerica. Il parente più prossimo dell'asino selvatico asiatico rimane incerto, ma potrebbe essere Equus namadicus o Equus sivalensis, entrambi risalenti al Pleistocene. I fossili più antichi simili a E. hemionus provengono da Tologoj, in Russia, e risalgono a circa un milione di anni fa. Di poco successiva è la sottospecie fossile E. h. nalaikhaensis, della Mongolia, i cui resti, rinvenuti nei depositi del fiume Tuul, datano all'evento di Jaramillo (circa 900 000 anni fa), un'inversione geomagnetica del Pleistocene inferiore. E. h. binagadensis, conosciuta da resti in Azerbaigian e Iran, è una sottospecie relativamente piccola del Pleistocene medio e superiore, che potrebbe essere sopravvissuta fino all'Olocene. Reperti provenienti dal Tagikistan, come quelli di Chudji e Ogzi-Kichik, risalgono al Pleistocene superiore. Durante il Pleistocene medio e superiore, l'asino selvatico asiatico coesisteva spesso (in simpatria) con l'asino selvatico europeo (Equus hydruntinus). Questa forma, estintasi alla fine del Pleistocene o all'inizio dell'Olocene, è talvolta considerata una semplice sottospecie di E. hemionus, ipotesi avvalorata da analisi genetiche del 2017, che ne dimostrano una stretta affinità con le popolazioni asiatiche centrali e meridionali.

## Rapporti con l'uomo

### Addomesticamento
Gli studi genetici più recenti confermano che tutti gli asini domestici odierni discendono dall'asino selvatico africano (Equus africanus). Le ricerche filogenetiche distinguono chiaramente due principali linee evolutive all'interno del genere Equus: una africana e una asiatica, alla quale appartiene l'asino selvatico asiatico (Equus hemionus).
La possibilità che quest'ultimo potesse essere stato oggetto di addomesticamento in passato è stata a lungo oggetto di discussione. Alcuni studiosi, osservando le raffigurazioni dell'antica Mesopotamia – come quelle presenti nello Stendardo di Ur – ritennero di identificare animali che non corrispondevano né al cavallo né all'asino africano, concludendo in modo forse affrettato che i Sumeri e gli Accadi avessero addomesticato l'asino selvatico asiatico per l'uso nei carri da guerra e da trasporto. Tuttavia, gli esperimenti di addomesticamento condotti in epoca moderna hanno dimostrato che Equus hemionus non è facilmente addestrabile e conserva un marcato timore innato nei confronti dell'uomo, a differenza del suo parente africano. Risulta quindi più verosimile che gli animali utilizzati nelle civiltà mesopotamiche fossero esemplari di asino selvatico africano, specie che, nonostante il nome, era presente anche nell'Asia occidentale in epoca preistorica.
Altri ricercatori hanno ipotizzato che i Sumeri impiegassero ibridi ottenuti dall'incrocio tra asini domestici e onagri.

### Conservazione
In tempi storici, gli asini selvatici asiatici vagavano in grandi mandrie attraverso i semideserti dell'Asia. La necessità di accedere all'acqua li spingeva regolarmente verso i pochi punti di approvvigionamento idrico presenti all'interno del loro habitat. Nel XIII secolo, Marco Polo ne segnalò la presenza in gran numero in Arabia, Persia, Turkestan e nel deserto del Gobi.
Oggi, la principale minaccia per la specie è rappresentata dalla perdita e dalla frammentazione dell'habitat, causate dalla crescente espansione degli insediamenti umani e dallo sviluppo economico di regioni spesso inospitali ma ricche di risorse naturali. Anche la competizione con il bestiame domestico rappresenta un fattore critico, poiché l'asino selvatico tende a soccombere nella competizione per i pascoli e le fonti d'acqua. A ciò si aggiunge la pressione della caccia illegale, praticata sia per fini alimentari sia per l'utilizzo della pelle. Secondo le stime, dagli anni Novanta la popolazione globale della specie ha subito un declino del 52%.
Tutte le sottospecie risultano minacciate, seppur in misura variabile. L'intera specie è attualmente classificata dalla IUCN come Near Threatened («prossima alla minaccia»).
Le misure di tutela coordinate dallo Equid Specialist Group della IUCN comprendono programmi di rilocazione e reintroduzione per le diverse popolazioni di asino selvatico asiatico, studi approfonditi sulle esigenze ecologiche della specie e delle sue sottospecie (inclusi l'uso dell'habitat e i comportamenti stagionali), un maggiore controllo sul commercio di carne, e progetti di sensibilizzazione rivolti alle comunità locali.

#### Asini selvatici dell'Anatolia e della Siria

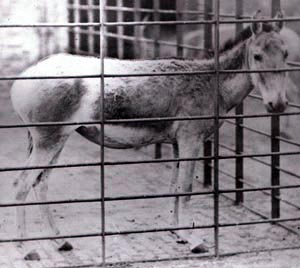
Asino selvatico della Siria allo zoo di Londra (1872).

L'asino selvatico dell'Anatolia fu sterminato già in epoca antica. L'asino selvatico della Siria, invece, era ancora numeroso nel XIX secolo, in particolare nell'area che oggi corrisponde all'Iraq, dove vagava in ampie mandrie. Con il tempo divenne progressivamente più raro, finché non fu cacciato intensamente durante la prima guerra mondiale, sia dai soldati britannici che da quelli ottomani, fino a essere spinto sull'orlo dell'estinzione. L'ultimo esemplare noto in natura fu abbattuto nel 1927, e nello stesso anno morì anche l'ultimo individuo in cattività, ospitato nello zoo di Vienna.

#### Emione
L'emione, noto anche come asino selvatico della Mongolia (Equus hemionus hemionus), è la sottospecie più numerosa, con una popolazione stimata di circa 41 900 esemplari in Mongolia, pari a circa tre quarti della popolazione globale della specie. Attualmente, la sottospecie mostra un trend demografico complessivamente stabile. Tra le aree protette più rilevanti per la sua conservazione si segnalano le riserve rigorosamente protette del Grande Gobi A e del Grande Gobi B, situate nella Mongolia meridionale.
Nonostante lo status ufficiale di protezione, la IUCN stima una diminuzione annua della popolazione compresa tra il 5 e il 10%. Una delle principali minacce è rappresentata dal conflitto con la popolazione nomade e il suo bestiame domestico, in particolare per l'accesso a pascoli e fonti d'acqua. A partire dagli anni Novanta, inoltre, il bracconaggio è aumentato sensibilmente, contribuendo ulteriormente al declino della sottospecie.
Altri 5 000 esemplari vivono nel nord della Cina, di cui oltre 3 300 nella riserva naturale di Kalamaili. In origine, negli anni Ottanta, quest'area ospitava appena 360 emioni; tuttavia, a partire dal 2000, l'immigrazione di gruppi più numerosi provenienti dalla Mongolia ha determinato una significativa crescita della popolazione.

#### Khur

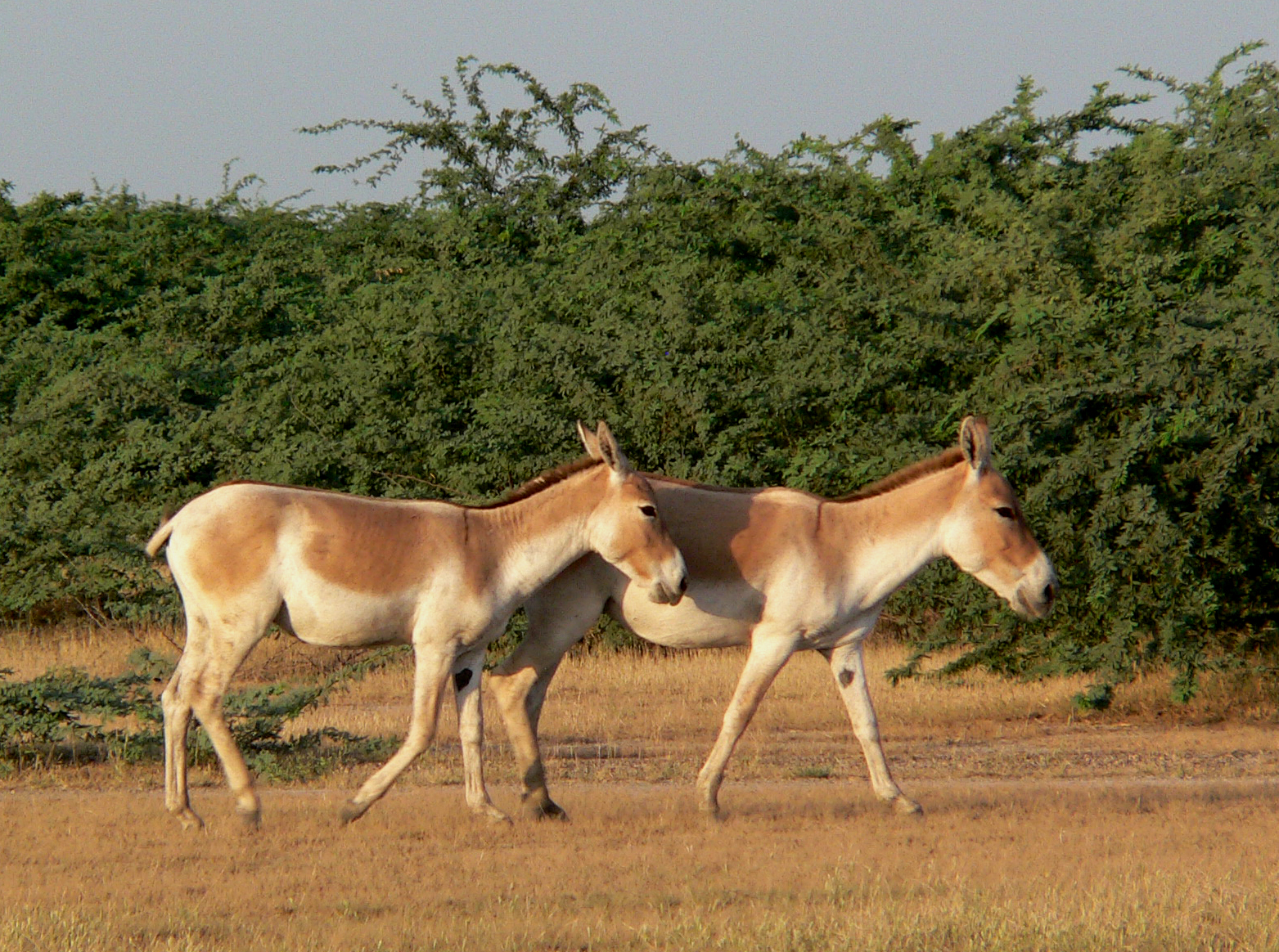
Due esemplari di khur.

Nel corso degli anni Sessanta, il khur (Equus hemionus khur) scomparve dalle regioni iraniane e pakistane del suo areale originario, nonché da quasi tutta l'India, sopravvivendo unicamente nel Piccolo Rann di Kutch, nello stato del Gujarat. In quest'area, la riserva naturale di Dhrangadhra è stata trasformata in un santuario specificamente dedicato alla conservazione di questa rara sottospecie di asino selvatico.
Il khur rappresenta l'unica sottospecie di Equus hemionus che ha mostrato una crescita demografica costante nel recente passato. Nel 2014 sono stati censiti circa 4 000 esemplari nel Piccolo Rann, di cui circa il 30% all'interno dell'area protetta. Attualmente, la popolazione si sta gradualmente espandenso anche in regioni limitrofe, come il Grande Rann di Kutch e il Parco nazionale di Blackbuck.
Nonostante l'incremento numerico, lo status di conservazione della sottospecie è oggi minacciato dalla presenza del canale di Narmada, che ha favorito l'afflusso di agricoltori e del loro bestiame grazie alla disponibilità di acqua dolce, entrando così in diretta concorrenza con i khur per le risorse naturali. Inoltre, sono state avanzate richieste di concessione per l'estrazione del sale nel territorio del Kutch, aumentando ulteriormente la pressione antropica sull'ecosistema.
Al di fuori dal santuario, i khur vengono talvolta abbattuti dai coltivatori, che li considerano dannosi per i raccolti o concorrenti diretti del bestiame per l'accesso ai pascoli.

#### Kulan

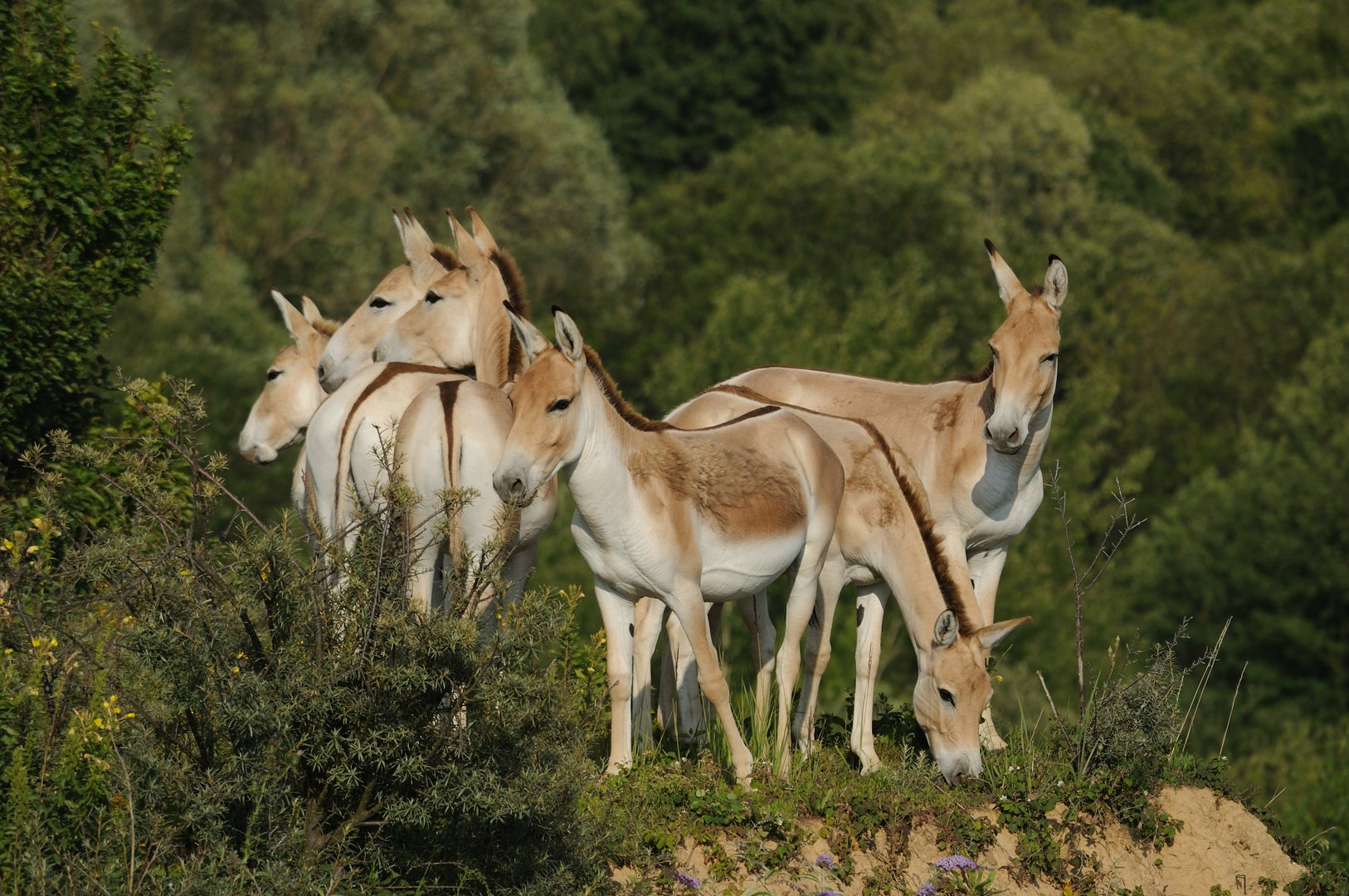
Il gruppo di kulan in semilibertà della ex cava di ghiaia di Weilbacher.

Dopo che lo sterminio del kulan (Equus hemionus kulan) in Kazakistan e in gran parte del Turkmenistan, l'Unione Sovietica istituì, negli anni Quaranta, la riserva naturale di Badkhys, dove, nel corso dei successivi cinquant'anni, si formò un branco di circa 5 000 esemplari. Tuttavia, in tempi recenti, la popolazione di kulan in Turkmenistan ha subito un drastico calo, passando da 5 000 individui nel 1993 a circa 580 nel 2001. Dopo l'indipendenza del paese, il bracconaggio è aumentato significativamente, contribuendo alla contrazione numerica della specie. L'unico branco originario ancora esistente, situato nella riserva di Badkhys, conta attualmente circa 420 animali. Un secondo nucleo, più piccolo, risiede nel bacino del Sarykamyš, con una popolazione stimata tra i 350 e i 400 esemplari.
Parallelamente, la sottospecie è stata reintrodotta con successo in diverse altre aree, tra cui la riserva naturale di Kaplankyr, la riserva di Barsakel'mes e il parco nazionale Altyn-Ėmel'. Secondo dati del 2014, quest'ultimo ospiterebbe tra 2 500 e 3 000 individui. Tuttavia, la crescita demografica è ostacolata dallo sfruttamento agricolo intensivo delle zone circostanti. La IUCN stima che la popolazione globale di kulan conti oggi al massimo 2 000 individui adulti. Il declino della specie è in larga misura attribuibile alla perdita del controllo sulla caccia venatoria che era in vigore durante l'epoca sovietica.
A livello ex situ, dodici zoo europei partecipano alla conservazione del kulan nell'ambito del programma EEP (European Endangered Species Programme) coordinato dall'Associazione europea degli zoo e degli acquari (EAZA). La coordinatrice del progetto è Anna Mekarska, dello zoo di Cracovia. In Germania, la Società per il ripristino della cava di ghiaia di Weilbach (Gesellschaft zur Rekultivierung der Kiesgrubenlandschaft Weilbach, GRKW) è attualmente impegnata nell'insediamento sperimentale di un gruppo di sei maschi di kulan semiselvatici in una riserva naturale.

#### Onagro

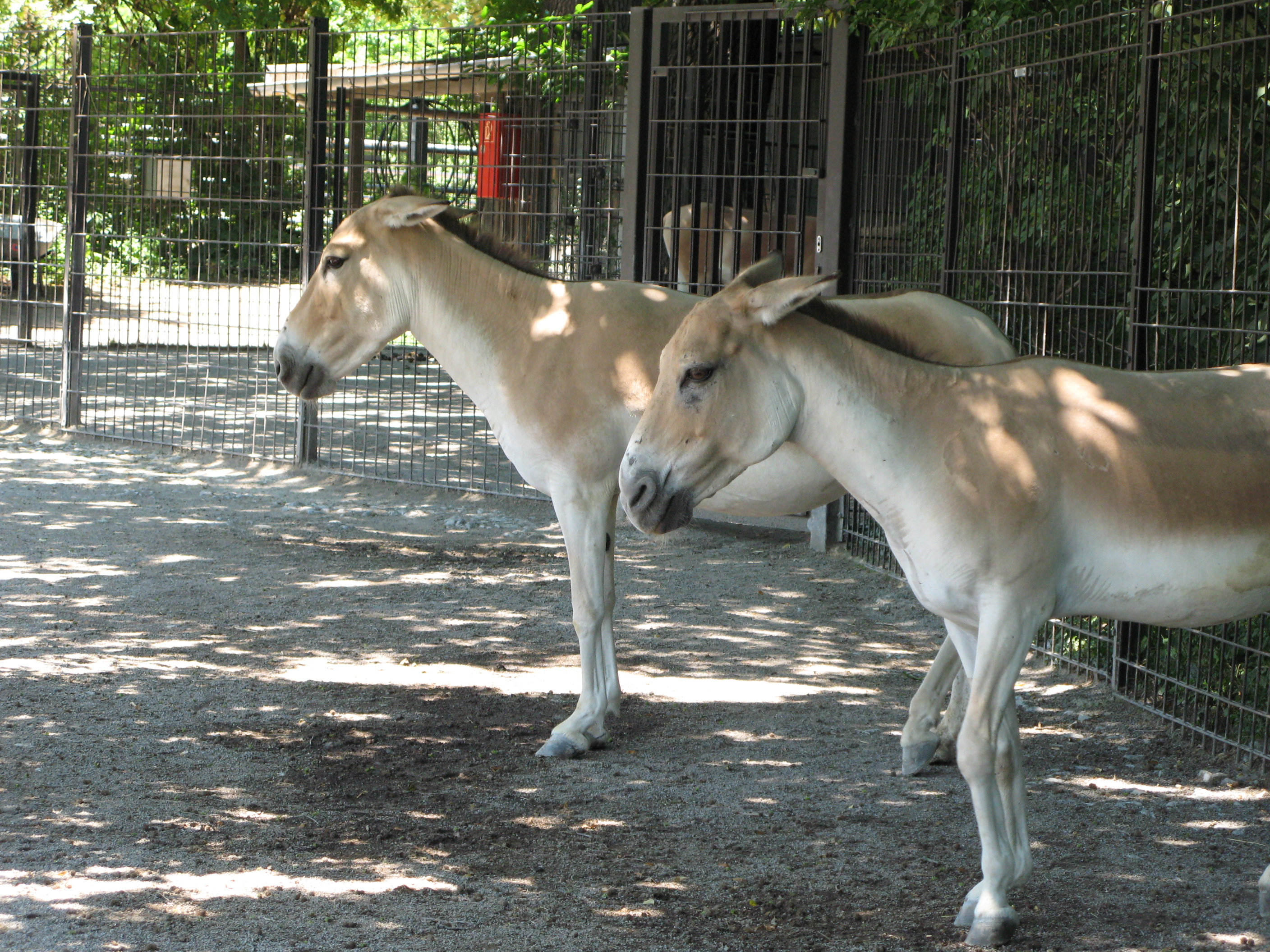
Due onagri al Wilhelma.

La popolazione di onagro (Equus hemionus onager) nell'Iran settentrionale è stimata in circa 780 individui, suddivisi in due nuclei geograficamente separati. Il gruppo più numeroso, composto da circa 630 esemplari, risiede all'interno dell'area protetta di Touran, che si estende su una superficie di circa 14000 km². La seconda popolazione, più ridotta, vive nell'area protetta di Bahram-e-Goor, che copre 3850 km² e ospita circa 150 individui. Per garantire la sopravvivenza della sottospecie, il governo iraniano ha adottato misure di tutela severe, tra cui sanzioni rigorose contro il bracconaggio e la creazione di punti d'acqua supplementari.
Nell'ambito del Programma europeo per le specie minacciate (EEP) gestito dall'Associazione europea degli zoo e degli acquari (EAZA), sono attualmente ospitati circa 150 onagri in strutture zoologiche che seguono protocolli di gestione scientifica. Il coordinatore del programma è Stephan Hering-Hagenbeck, dello zoo Hagenbeck di Amburgo.
Alcuni onagri nati in cattività sono stati reintrodotti nel cratere di Makhtesh Ramon, nel deserto del Negev in Israele. Tuttavia, la maggior parte degli esemplari presenti in quell'area deriva da incroci con kulan, rendendo la popolazione geneticamente mista; essa è oggi composta da circa 250 individui. Un piccolo gruppo di onagri è stato inoltre introdotto in Arabia Saudita.

## Etimologia
L'epiteto specifico hemionus, introdotto da Peter Simon Pallas, deriva dal greco ἡμίονος (hēmìonos), termine composto da ἡμί (hēmí), «mezzo», e ὄνος (ónos), «asino». Nella letteratura dell'antichità classica, il termine hemionos era già stato impiegato da Omero e Aristotele per indicare animali diffusi in Anatolia e Persia, sebbene originariamente si riferisse ai muli e ai bardotti, ovvero a ibridi tra cavalli e asini.
Anche il nome onager, attribuito da Pieter Boddaert alla sottospecie persiana, ha origine greca: deriva da ὄναγρος (ónagros), parola composta da ὄνος (ónos), «asino», e ἄγριος (ágrios), «selvatico». Da tale forma deriva il latino onagrus (o onager), impiegato nel mondo greco-romano per designare l'asino selvatico africano, ma utilizzato anche nella Vulgata con riferimento all'asino selvatico asiatico.
Termini come achdari, chigetai, gur-khar, khur e kulan sono denominazioni locali usate per indicare specifiche popolazioni o sottospecie di Equus hemionus.